# كيانز فرويسي
كيانز فرويسي (16 أبريل 1996 بهافانا في كوبا - ) هو لاعب كرة قدم كوبي وكندي في مركز الوسط. شارك مع منتخب كوبا تحت 17 سنة لكرة القدم ومنتخب كندا تحت 17 سنة لكرة القدم ومنتخب كندا تحت 20 سنة لكرة القدم ومنتخب كندا لكرة القدم. أما مع النوادي، فقد لعب مع فانكوفر وايتكابس وWhitecaps FC 2 ‏ وVancouver Whitecaps FC U-23 ‏.

## وصلات خارجية
- كيانز فرويسي على موقع الاتحاد الدولي (مؤرشف)  (الإنجليزية)
- كيانز فرويسي على موقع الدوري الأمريكي (الإنجليزية)
- كيانز فرويسي على موقع قاعدة بيانات كرة القدم.إي يو (الإنجليزية)
- كيانز فرويسي على موقع ناشيونال فوتبول تيمز (الإنجليزية)
- كيانز فرويسي على موقع Soccerbase.com (لاعب) (الإنجليزية)
- كيانز فرويسي على موقع Soccerway.com (الإنجليزية)
- كيانز فرويسي على موقع عالم كرة القدم.نت (الإنجليزية)
- كيانز فرويسي على موقع AS.com (الإسبانية)